# Konföderale Fraktion der Vereinten Europäischen Linken/Nordische Grüne Linke/7. Legislaturperiode
Die folgende Liste enthält die Mitglieder der Fraktion Konföderale Fraktion der Vereinten Europäischen Linken/Nordische Grüne Linke in der 7. Legislaturperiode. Die Fraktion hatte bei ihrer Konstituierung nach der Europawahl 2009 35 Mitglieder. Nach dem Übertritt des Portugiesen Rui Tavares zur Fraktion Die Grünen/Europäische Freie Allianz im Europäischen Parlament und Beitritt des neuen kroatischen Abgeordneten der HL hat sie erneut 35 Mitglieder.
| Land                   | Nationale Mitgliedspartei                                                     | Europapartei     | Anzahl MdEP | Mitglieder |
| ---------------------- | ----------------------------------------------------------------------------- | ---------------- | ----------- | --- |
| Deutschland            | Die Linke                                                                     | EL               | 8/99        | Cornelia Ernst, Thomas Händel, Jürgen Klute, Sabine Lösing, Martina Michels, Helmut Scholz, Sabine Wils, Gabriele Zimmer |
| Frankreich             | Front de gauche (Linksfront)                                                  | EL               | 5/74        | Jacky Hénin, Patrick Le Hyaric, Jean-Luc Mélenchon, Younous Omarjee, Marie-Christine Vergiat                             |
| Tschechien             | Komunistická strana Čech a Moravy (Kommunistische Partei Böhmens und Mährens) | EL (Beobachter)  | 4/22        | Jaromír Kohlíček, Jiří Maštálka, Miloslav Ransdorf, Vladimír Remek                                                       |
| Portugal               | Coligação Democrática Unitária (Demokratische Einheitskoalition)              | -                | 2/22        | João Ferreira, Inês Cristina Zuber                                                                                       |
| Portugal               | Bloco de Esquerda (Linksblock)                                                | EL               | 2/22        | Marisa Matias, Alda Sousa                                                                                                |
| Griechenland           | Κομμουνιστικό Κόμμα Ελλάδας (Kommunistische Partei Griechenlands)             | INITIATIVE       | 2/22        | Charalampos Angourakis, Georgios Toussas                                                                                 |
| Griechenland           | ΣΥΡΙΖΑ – Ενωτικό Κοινωνικό Μέτωπο (SYRIZA – Vereinte Soziale Front)           | EL               | 1/22        | Nikolaos Chountis |
| Niederlande            | Socialistische Partij (Sozialistische Partei)                                 | -                | 2/26        | Cornelis de Jong, Kartika Tamara Liotard                                                                                 |
| Zypern                 | Ανορθωτικό Κόμμα Εργαζόμενου Λαού (Fortschrittspartei des werktätigen Volkes) | EL (Beobachter)  | 2/6         | Takis Hadjigeorgiou, Kyriacos Triantaphyllides                                                                           |
| Vereinigtes Königreich | Sinn Féin (Wir selbst)                                                        | -                | 1/73        | Martina Anderson |
| Irland                 | Socialist Party (Sozialistische Partei)                                       | EAL (Beobachter) | 1/12        | Paul Murphy |
| Lettland               | Latvijas Sociālistiskā partija                                                | INITIATIVE       | 1/9         | Alfrēds Rubiks |
| Schweden               | Vänsterpartiet (Linkspartei)                                                  | NGLA             | 1/20        | Mikael Gustafsson |
| Spanien                | Izquierda Unida (Vereinigte Linke)                                            | EL               | 1/54        | Willy Meyer Pleite |
| Dänemark               | Folkebevægelsen mod EU (Volksbewegung gegen die EU)                           | EUD              | 1/13        | Søren Bo Søndergaard |
| Kroatien               | Hrvatski Laburisti-Stranka Rada (Kroatische Laburisten-Partei der Arbeit)     | -                | 1/12        | Nikola Vuljanić |